# Ermita del Santo Ángel (Ayora)
La ermita del Santo Ángel es un templo situado en el camino del Ángel, en el municipio de Ayora (Valencia), al norte de la población. Es Bien de Relevancia Local con identificador número 46.19.044-007.

## Historia

### Leyenda de la fundación.
Según la tradición local, la historia de esta ermita se remontaría año 1392, cuando en Ayora la peste y el hambre se aposentaron en todas las casas. Se habría aparecido un ángel a una hornera llamada Liñana. Éste le indicó que los habitantes y autoridades del pueblo habían de acudir en rogativa hasta el lugar de la aparición para que acabasen la peste y el hambre.
Realizado la rogativa, acabaron las penurias y en agradecimiento se erigió un modesto oratorio en el lugar.
En memoria de la intervención milagrosa, el segundo lunes de enero de cada año se celebra una romería a la ermita.

### Historia de la ermita.
El oratorio original fue sustituido en 1599 por una ermita. Ésta fue sustituida a su vez por otra nueva, bendecida en 1639. El edificio fue ampliado en 1786. Sin embargo aún resultaba pequeña para la gran aglomeración del pueblo en el día de su fiesta, por lo que en 1860 se inician nuevas obras bajo la dirección de Pardo Martínez, edificio que ha llegado al siglo XXI.

## Descripción
A pocos metros de esta ermita, se encuentran las ruinas de San Roque (zona conocida en Ayora como Los Infiernos).
El templo es un edificio exento de estilo barroco valenciano. La vivienda del ermitaño está adosada a la derecha. Domina el edificio una cúpula de tejas azules.
La fachada es lisa, con zócalo, y acabada en una cornisa barroca sobre la que se eleva la espadaña de un solo vano con campana. La puerta de entrada es de madera bajo arco escarzano. Por encima de ella hay un retablo cerámico que representa la aparición del Ángel. Mucho más arriba, en el centro del frontón, se abre un óculo.
La planta interior del edificio es de cruz griega, con arcos de medio punto en la nave y arcos torales que sostienen la cúpula semiesférica sobre pechinas. En el crucero hay vidrieras. El presbiterio es de estilo neoclásico. La imagen del Santo Ángel Tutelar se halla en una hornacina en un retablo. Se presenta al titular del templo escribiendo su mensaje sobre la palma de la mano de la hornera Liñana, a la que se presenta como una anciana campesina.